# Бродніков Герман Миколайович
Ге́рман Микола́йович Бро́дніков (1996—2019) — старший солдат Збройних сил України, учасник російсько-української війни.

## Життєпис
Народився 1996 року в місті Чугуїв (Харківська область). 2011-го закінчив навчання у Клугино-Башкирівській гімназії. Приділяв час тренуванням, любив тварин. 2015 року закінчив Чугуєво-Бабчанський лісний коледж — за фахом автомеханіка.
28 квітня 2016 року вступив на військову службу за контрактом; пішов на передову у квітні 2016 року. Пройшов навчання у 354-му навчальному полку 169-го навчального центру «Десна». Старший солдат, стрілець-помічник гранатометника 2-го відділення 2-го взводу 1-ї роти 1-го мехбатальйону 92-ї бригади. Служив на посадах гранатометника, навідника ПКМ та стрільця, оволодів стрільбою з АГС. Воював біля Мар'їнки та Авдіївки, у грудні 2016-го під Мар'їнкою був поранений. У обласній клінічній лікарні імені Мечникова змушені були видалити селезінку. Згодом Германа перевели до Харківського шпиталю, виписався, пробув місяць удома і знову вирушив до зони бойових дій. 2018 закінчив Харківський університет ім. П. Василенка за спеціальністю машинобудування.
7 листопада 2019 року зведене інженерне відділення забезпечувало підрозділ лісом-кругляком для інженерного обладнання позицій біля Авдіївки — неподалік позиції «Шахта Бутівка». Коли військовики в полуденну пору поблизу ВОПу вивантажували деревину, терористи здійснили два постріли з ПТРК. Одна з ракет влучила в автомобіль «Урал», біля якого працювали вояки, Герман загинув на місці, ще троє бійців зазнали численних поранень; солдат Геннадій Моторін був у важкому стані й помер у лікарні 8 листопада.
10 листопада 2019-го похований на кладовищі села Клугино-Башкирівка біля могили батька (який також захищав Україну).
Без Германа лишилися мама, сестра, племінниця та наречена (18 жовтня Герман зробив пропозицію коханій дівчині; незабаром збирався взяти коротку відпустку).

## Нагороди та вшанування
- Указом Президента України № 19/2020 від 21 січня 2020 року за «особисту мужність і самовіддані дії, виявлені у захисті державного суверенітету та територіальної цілісності України» нагороджений орденом «За мужність» III ступеня (посмертно)[2].